# Kepler-45
 (juin 2025).
Désignations
Kepler-45 est une étoile de type spectral M située dans la constellation du Cygne, à environ 381,95 parsecs de la Terre.

## Caractéristiques physiques
Cette étoile est de type spectral M.
Sa température effective est d'environ 3820 K.
Sa masse est estimée à 0,59 fois celle du Soleil.
Son rayon est d'environ 0,55 fois celui du Soleil.
Sa luminosité est d'environ 0,05 fois celle du Soleil.

## Observation
Ses coordonnées célestes sont : ascension droite 19h 31m 29,50s, déclinaison +41° 03′ 51,02″.

## Système planétaire
| Planète     | Masse   | Demi-grand axe (ua) | Période orbitale (jours) | Excentricité | Inclinaison | Rayon   |
| ----------- | ------- | ------------------- | ------------------------ | ------------ | ----------- | ------- |
| Kepler-45 b | 0,51 MJ | 0,03                | 2,46                     | 0,110        | 87,00°      | 0,96 RJ |